# Большая Пеженьга (приток Юзы)
Большая Пеженьга — река в России, протекает в Бабушкинском районе Вологодской области. Устье реки находится в 39 км по левому берегу реки Юза. Длина реки составляет 15 км, площадь водосборного бассейна — 77,5 км². В верховьях называется также Дальней Пеженгой. В 6,3 км от устья по правому берегу принимает крупнейший приток — Первую Пеженьгу.
Исток Большой Пеженьги расположен северо-восточнее нежилой деревни Акинницы в 15 км к северо-востоку от посёлка Зайчики (Рослятинское сельское поселение). Река течёт на запад, крупнейший приток — Первая Пеженьга (правый). Всё течение реки проходит по ненаселённому лесному массиву. Впадает в Юзу тремя километрами выше посёлка Зайчики.

## Данные водного реестра
По данным государственного водного реестра России относится к Верхневолжскому бассейновому округу, водохозяйственный участок реки — Унжа от истока и до устья, речной подбассейн реки — Бассей притоков Волги ниже Рыбинского водохранилища до впадения Оки. Речной бассейн реки — (Верхняя) Волга до Куйбышевского водохранилища (без бассейна Оки).
По данным геоинформационной системы водохозяйственного районирования территории РФ, подготовленной Федеральным агентством водных ресурсов:
- Код водного объекта в государственном водном реестре — 08010300312110000014757
- Код по гидрологической изученности (ГИ) — 110001475
- Код бассейна — 08.01.03.003
- Номер тома по ГИ — 10
- Выпуск по ГИ — 0